# Хатунцева, Гульназ Эдуардовна
Гульназ Эдуардовна Хатунцева (в девичестве - Бадыкова) (род. 21 апреля 1994, Чекмагуш, Башкортостан) — российская трековая велогонщица, выступает за сборную России в различных дисциплинах. Чемпионка Европы 2021 года в гонке по очкам, многократный призер чемпионатов Европы. Многократная чемпионка России. Победитель кубка мира 2021. С 2021 года выступает на треке за Marathon-Tula. Заслуженный мастер спорта России (2021).

## Призовые места
2016
 1-е место на чемпионате России по трековому велоспорту — командная гонка преследования
2017
 2-е место на Чемпионате Европы в Берлине — гонка по очкам
 1-е место на чемпионате России по трековому велоспорту — групповая гонка по очкам
2018
 2-е место на Чемпионате Европы в Глазго — мэдисон (с Дианой Климовой)
 3-е место на Чемпионате Европы в Глазго — гонка по очкам
 1-е место на чемпионате России по трековому велоспорту — командная гонка преследования
 1-е место на чемпионате России по трековому велоспорту — омниум
 1-е место на чемпионате России по трековому велоспорту — мэдисон (с Дианой Климовой)
2021
 Летние Олимпийские игры 2020 — мэдисон (с Марией Новолодской)
- Чемпионат Европы

1-е  — гонка по очкам.

## Награды
- Медаль ордена «За заслуги перед Отечеством» II степени (11 августа 2021 года) — за большой вклад в развитие отечественного спорта, высокие спортивные достижения, волю к победе, стойкость и целеустремленность, проявленные на Играх XXXII Олимпиады 2020 года в городе Токио (Япония)[3].